# Doctor House (serial TV)
House, sau House, M.D., este un serial american de tip dramă medicală, ce a început pe canalul FOX în data de 16 noiembrie 2004. Serialul a fost creat de către David Shore și a fost produs de Shore și regizorul de film Bryan Singer. Serialul se învârte în jurul Dr. Gregory House (interpretat de actorul britanic Hugh Laurie), un geniu medical nonconformist care conduce o echipă de diagnosticieni în spitalul fictiv Princeton-Plainsboro Teaching Hospital (PPTH) în New Jersey.
Dr. House se contrazice des cu șefa sa, administrator al spitalului și decan la Medicină, Dr. Lisa Cuddy (Lisa Edelstein), și cu echipa sa medicală pentru că multe dintre ipotezele despre bolile pacienților sunt bazate pe o intuiție controversată. 
Singurul prieten al lui Gregory House este Dr. James Wilson (Robert Sean Leonard), șeful Departamentului de Oncologie. De-a lungul primelor trei sezoane, echipa medicală a lui House este alcătuită din Dr. Robert Chase (Jesse Spencer), Dr. Allison Cameron (Jennifer Morrison) si Dr. Eric Foreman (Omar Epps). La sfârșitul celui de-al treilea sezon această echipă se desființează. 
Repliat de Foreman, House selectează, treptat, trei noi membri ai echipei: Dr. Remy "Thirteen" Hadley (Olivia Wilde), Dr. Chris Taub (Peter Jacobson), and Dr. Lawrence Kutner (Kal Penn);
House este aclamat de critici și are un public mare în rândurile spectatorilor. A fost în top zece show-uri evaluate în Statele Unite de la al doilea până la al patrulea sezon. Distribuit în 66 de țări, House a fost cel mai urmărit program de televiziune din lume în 2008. Serialul a primit mai multe premii, incluzând premii precum People's Choice Award, Peabody Award, două Globuri de Aur și 4 premii Primetime Emmy. Finalul sezonului 6 al serialului a fost difuzat în data de 21 mai 2010. Al șaptelea sezon va avea premiera în luna septembrie a anului 2010.

## Producție

### Concept
În 2004, David Shore și Paul Attanasio, împreună cu partenerul de afaceri al lui Attanasio Katie Jacobs, au prezentat serialul companiei Fox, promovându-l ca pe un serial medical detectiv, un spital în care medicii investighează simptomele și cauzele lor. Attanasio a fost inspirat să creeze acest tip de serial citind rubrica "Diagnostic" din New York Times Magazine, scrisă de doctorul Lisa Sanders. Fox a cumpărat serialul, dar președintele Gail Berman a comunicat echipei, "Vreau un serial medical, dar nu vreau să văd halate albe mergând pe hol." Jacobs a comunicat că această cerere a influențat mult forma finală a serialului.
Referințe către Sherlock Holmes
Există referințe conform cărora personajul Gregory House a fost bazat pe faimosul detectiv ficțional Sherlock Holmes, creat de Sir Arthur Conan Doyle. Shore a explicat că a fost întotdeauna un fan Holmes și i s-a părut unică indiferența pe care o manifestă față de clienții lui. Asemănarea este evidentă în dependența pentru raționamentul deductiv, în psihologia personajului și în reticența sa când vine vorba de preluarea unor cazuri pe care le găsește plictisitoare. Metoda sa investigativă este de a elimina diagnostice în mod logic, pe măsură ce ele se dovedesc a fi imposibile- Holmes folosește o metodă similară. Ambele personaje cântă la instrumente ( House la pian, la chitară și la muzicuță, iar Holmes la vioară) și consumă droguri ( House este dependent de Vicodin, iar Holmes folosește cocaina pentru a se recrea). Relația de prietenie pe care o are House cu Dr. James Wilson este similară cu relația pe care o are Holmes cu confidentul lui, Dr. John Witson.  Adresa lui House este 221B Baker Street, o referință directă către adresa lui Holmes.
Anumite episoade au similarități excepționale, precum primul episod din Dr. House, în care numele principalei paciente este Rebecca Adler, dupa Irene Adler, un personaj din prima poveste a lui Holmes, "A Scandal in Bohemia". In ultimul episod al sezonului 2, House este împușcat de un nebun înarmat, așa numit Moriarty, numele răzbunătorului lui Holmes.

## Sezoane

### Sezonul 1 (2004 – 2005)
Primul sezon din "House" a avut premiera pe 16 noiembrie 2004 și s-a terminat pe 25 mai 2005. În acest sezon se urmărește cum House și echipa lui rezolvă un caz medical în fiecare episod, intriga sezonului învârtindu-se în jurul miliardarului Edward Vogler, care face o donație de 100 milioane $ spitalului. 
Prin donația sa, Vogler devine noul șef al consiliului de administrație de la PPTH, cu toate acestea, văzând în House și echipa acestuia o risipă de timp și resurse, el le scade salariile, în final forțându-l pe House să concedieze pe unul din membrii echipei sale. Vogler nu a fost plăcut de critici dar nici de spectatori, așadar a fost scos din serial. 
Sela Ward, care va reveni în cel de-al doilea sezon, apare în ultimele două episoade ca Stacy Warner, fosta iubită a lui House.